# Centre de recherche sur les biotechnologies marines
 (octobre 2016).
Si vous disposez d'ouvrages ou d'articles de référence ou si vous connaissez des sites web de qualité traitant du thème abordé ici, merci de compléter l'article en donnant les références utiles à sa vérifiabilité et en les liant à la section « Notes et références ».
Fondé en 2000 par l’Association du cancer de l’Est du Québec (ACEQ), ainsi que par l’Université du Québec à Rimouski (UQAR) et son Institut des sciences de la mer (ISMER), le Centre de recherche sur les biotechnologies marines (CRBM) est un centre de recherche publique du Québec à vocation industrielle. 
Ses activités ont débuté en 2004.  Soutenu par les gouvernements du Canada et du Québec et par des contributions industrielles, le CRBM a été mis sur pied à Rimouski pour explorer le potentiel des molécules  provenant de divers organismes marins, et de les transformer en produits innovants pour les domaines de la santé, de la nutrition et de  l'environnement. Son équipe a, jusqu’à aujourd’hui, travaillé afin de produire ces innovations pour plus d’une centaine d’entreprises et d’organisations.
La mission du Centre de recherche sur les biotechnologies marines (CRBM) est de supporter et de contribuer à la croissance de la filière des biotechnologies marines par des activités de recherche et développement scientifique et de transfert industriel, notamment pour le secteur des sciences de la vie.
« Profondément inscrit dans une démarche industrielle, le CRBM explore tous les aspects des biotechnologies marines et profite de sa localisation près de l’embouchure du Saint-Laurent ».
Il a reçu une subvention de 3,66 M$ du gouvernement du Québec en 2017.